# Melastoma sabahense
Melastoma sabahense är en tvåhjärtbladig växtart som beskrevs av K.Meyer. Melastoma sabahense ingår i släktet Melastoma och familjen Melastomataceae. Inga underarter finns listade i Catalogue of Life.